# Marau
Marau é um município brasileiro no estado do Rio Grande do Sul.

## História
Marau faz parte da região do Rio Grande do Sul que foi colonizada por italianos, tendo eles se dedicado à agricultura e suinocultura.
O município deve seu nome à trágica história de um cacique bravio, de nome Maraú que, conforme a historiografia, percorria a Serra Geral em busca de alimento, frente a um bando de indígenas coroados. Estas excursões nem sempre foram pacíficas e há registros de saques a lavouras e mortandade de brancos. Também não eram de paz aqueles tempos em que os gaúchos, tropeiros, soldados da fronteira e os estancieiros se mobilizavam em torno dos ideais farroupilhas, mantendo a República Rio-Grandense. Além disso, o perigo representado pela presença de indígenas na região era um empecilho à vinda de mão de obra europeia em imigração patrocinada pelo Império e já bem sucedida no caso dos alemães.
No imaginário popular, credita-se o nome do município a um caso que teria ocorrido por volta de 1840. Acusados de assassinar dois moradores da aldeia de Passo Fundo das Missões, os indígenas pertencentes ao grupo chefiado pelo cacique Marau teriam sido perseguidos por uma escolta que atravessou o Rio Capingui e, às margens de um arroio (depois chamado de Mortandade), em que ocorreu a primeira batalha. A expedição prosseguiu em direção ao Sudeste, exterminando os nativos às margens de um rio maior. Ainda segundo essa história, esse batismo de sangue nomeou o curso de Rio Marau – nome pelo qual também passou a ser chamada a região adjacente, povoada por caboclos.
Marau foi, durante muito tempo, apenas território para tropeio de gado. Depois, a Coroa distribuiu sesmarias para que os tropeiros e os militares se estabelecessem em estâncias. A vinda de alguns imigrantes das mais diversas pátrias fez surgir os primeiros núcleos populacionais, um denominado de Tope e o outro, de Marau. Este recebeu as primeiras famílias de imigrantes italianos por volta de 1904. O Distrito foi criado pelo Ato Municipal nº 258, de 10-01-1916, subordinado ao município de Passo Fundo. Elevado à categoria de município com a denominação de Marau, pela Lei Estadual nº 2.550, de 18-12-1954. Pela Lei Estadual nº 3723, de 17-02-1959, Marau adquiriu do município de Soledade o distrito de Camargo.
A vila e a zona rural desenvolveram-se com o trabalho árduo dos colonizadores, descendentes dos imigrantes italianos oriundos das regiões do Vêneto, Lombardia e Trentino, mas foi fundamental o estímulo dos frades capuchinhos, assistentes espirituais dos marauenses a partir de 1934.
Até a década de 1960, a agricultura de Marau manteve um caráter de subsistência, mas a criação de suínos já se transformara em atividade comercial desde a década de 1920, fomentada pelo frigorífico Borella & Cia Ltda que, através de seus produtos, tornou a vila conhecida no mercado nacional.
Na década de 1970, a instalação de agências bancárias, o cooperativismo agrícola e a mecanização da lavoura alteraram radicalmente o perfil da produção marauense, voltando-a maciçamente para a monocultura. Entretanto, a crise no setor verificada na década de 1980, provocou não somente um grande êxodo rural, mas uma nova mudança na atividade. Hoje, beneficiada pelo terraceamento do solo, a agricultura volta-se para a diversificação de produtos e na pecuária ganham relevo a produção de leite e a avicultura, atendendo à demanda das indústrias de alimentos instaladas em Marau e na região. Ao todo, a agropecuária reúne mais de 1.700 estabelecimentos e ocupa o segundo lugar em valor adicionado no município.
Em junho de 2023 foi cooficializado o Talian no município, junto à língua portuguesa.

## Geografia
Localiza-se a uma latitude 28º26'57" sul e a uma longitude 52º12'00" oeste, estando a uma altitude de 571 metros. Possui uma área de 649,770 km² e sua população estimada em 2021 é de 45 523 habitantes.

### Hidrografia[20]
- Rio Marau: circunda a cidade nos lados Leste e Sul, deságua no Rio Capingüi e tem por afluentes principais os arroios Sesteada e Marauzinho.
- Rio Capingüi: afluente do Rio Guaporé, tendo por afluentes os arroios Gritador e Burro Preto.
- Rio Jacuí: alimenta a barragem de Ernestina e tem por afluentes os arroios Ernestina, Três Passos e Carreta Quebrada.

## Economia
Nas duas últimas décadas, o parque industrial de Marau ganhou um impulso extraordinário, especialmente nos setores de alimentos, couros, metal-mecânico e equipamentos para avicultura e suinocultura, onde nos setores acima destacam-se as empresas BRF, Fuga Couros, Metasa e a norte-americana GSI Group.
Atualmente, Marau se destaca como pólo industrial no cenário estadual, nacional e internacional, com cerca de 200 empresas, entre elas, 12 empresas de grande porte, totalizando mais de 6.500 empregos. Os demais empregos são oferecidos por cerca de 860 estabelecimentos comerciais e mais de 1.300 estabelecimentos do setor de prestação de serviços.
O desenvolvimento econômico modificou a demografia de Marau: de 25.216 habitantes registrados em 1996, o município passou a 33.378 habitantes em 2007.
Marau tem a característica mais marcante de seu desenvolvimento, que é a diversidade em todas as áreas, oriunda da vocação empreendedora de seu povo. Marau preserva em seu nome o passado indígena do Brasil e a memória das batalhas humanas pela ocupação de espaços, batalhas muitas vezes cruéis e quase sempre condenadas ao esquecimento.

## Política
Lista de prefeitos municipais de Marau:
| Nº | Prefeito                       | Partido político | Início do mandato | Fim do mandato | Vice-prefeito                         |
| -- | ------------------------------ | ---------------- | ----------------- | -------------- | ------------------------------------- |
| 1  | Lauro Ricieri Bortolon         | PSD              | 28/02/1955        | 31/12/1959     | Reinoldo Matte (PSD)                  |
| 2  | Elpídio Fialho                 | PSD              | 01/01/1960        | 31/12/1963     | Darvin Marosin (PSD)                  |
| 3  | Lauro Ricieri Bortolon         | PSD              | 01/01/1964        | 31/01/1969     | Jatyr Francisco Foresti (PL)          |
| 4  | Severino De Toni               | ARENA            | 01/02/1969        | 31/01/1973     | Lydio Thomaz Antônio Bergonsi (ARENA) |
| 5  | Jatyr Francisco Foresti        | ARENA            | 01/02/1973        | 31/01/1977     | Luiz Antônio Longo (ARENA)            |
| 6  | José João Santin               | ARENA            | 01/02/1977        | 31/01/1983     | Francisco Sérgio Turra (ARENA)        |
| 7  | Francisco Sérgio Turra         | PDS              | 01/02/1983        | 31/12/1988     | Luiz Brocco (PDS)                     |
| 8  | José João Santin               | PDS              | 01/01/1989        | 31/12/1992     | Neri Trentin (PDS)                    |
| 9  | Antônio Borella De Conto       | PMDB             | 01/01/1993        | 31/12/1996     | Rui Carlos Gouvêa (PDT)               |
| 10 | Alci Luiz Romanini             | PPB              | 01/01/1997        | 31/12/2000     | José Henrique Bergonsi (PPB)          |
| 11 | João Antônio Bordin            | PT               | 01/01/2001        | 31/12/2004     | Vilmar Perin Zanchin (PMDB)           |
| 12 | Vilmar Perin Zanchin           | PMDB             | 01/01/2005        | 31/12/2008     | Rui Carlos Gouvêa (PDT)               |
| 12 | Vilmar Perin Zanchin           | PMDB             | 01/01/2009        | 31/12/2012     | Ivanir Roncatto (PT)                  |
| 13 | Josué Francisco da Silva Longo | PP               | 01/01/2013        | 31/12/2016     | Odolir Bordin (PDT)                   |
| 14 | Iura Kurtz                     | MDB              | 01/01/2017        | 31/12/2020     | Rui Carlos Gouvêa (PSB)               |
| 14 | Iura Kurtz                     | MDB              | 01/01/2021        | 31/12/2024     | Rui Carlos Gouvêa (PSB)               |
| 15 | Naura Bordignon                | MDB              | 01/01/2025        | 31/12/2028     | Vilmo Perin Zanchin (MDB)             |

### Cidades-irmãs
Marau possui acordo de gemelaggio com as seguintes cidades:
- Isola Vicentina, Vicenza, Itália
- Mühlhausen, Baviera, Alemanha

## Educação
O município conta com 36 escolas (16 escolas com educação infantil, 17 com ensino fundamental e cinco com ensino médio). Possui duas instituições privadas de ensino superior, sendo elas: a Faculdade da Associação Brasiliense de Educação (FABE) e o Centro de Ensino Superior Riograndense (CESURG).
Listas de centros de ensino por grau das instituições e discriminação do tipo de administração:
| Nº | Nome                     | Núcleo habitacional       | Grau de Ensino |
| -- | ------------------------ | ------------------------- | -------------- |
| 1  | EMEI Doce Criança        | Bairro Nova Alternativa   | Anos Iniciais  |
| 2  | EMEI Monteiro Lobato     | Bairro São José Operário  | Anos Iniciais  |
| 3  | EMEI Pingo de Gente      | Bairro Santa Lúcia        | Anos Iniciais  |
| 4  | EMEI Paraíso Infantil    | Bairro Jardim América     | Anos Iniciais  |
| 5  | EMEI Pedro Rigo          | Bairro Jardim do Sol      | Anos Iniciais  |
| 6  | EMEI Cantinho do Coração | Bairro Borges de Medeiros | Anos Iniciais  |
| 7  | EMEI Sementinha          | Bairro Zancanaro          | Anos Iniciais  |
| 8  | EMEI Favo de Mel         | Bairro Constante Fuga     | Anos Iniciais  |
| 9  | EMEI Sonho de Criança    | Bairro Ângela Borella     | Anos Iniciais  |
| 10 | EMEI Criança Feliz       | Bairro Alberto Borella    | Anos Iniciais  |
| 11 | EMEI Toca do Coelho      | Bairro Rigo               | Anos Iniciais  |
| 12 | EMEI Mundo Encantado     | Bairro Fátima             | Anos Iniciais  |
| 13 | EMEI Pequeno Aprendiz    | Loteamento Santin         | Anos Iniciais  |
| 14 | EMEI Mágico de Oz        | Bairro Santa Rita         | Anos Iniciais  |

| Nº | Nome                            | Núcleo habitacional       | Grau de Ensino     |
| -- | ------------------------------- | ------------------------- | ------------------ |
| 1  | EMEF 28 de Fevereiro            | Bairro Santa Lúcia        | Ensino Fundamental |
| 2  | EMEF Darvin Marosin             | Bairro Frei Adelar        | Ensino Fundamental |
| 3  | EMEF Frei Wilson João Sperandio | Bairro Girardi            | Ensino Fundamental |
| 4  | EMEF Elpídio Fialho             | Bairro Borges de Medeiros | Ensino Fundamental |
| 5  | EMEF Higino Coelho Portela      | Bairro Rigo               | Ensino Fundamental |
| 6  | EMEF Honorino Pereira Borges    | Bairro Fátima             | Ensino Fundamental |
| 7  | EMEF Afonso Volpato             | Bairro Santa Rita         | Ensino Fundamental |
| 8  | EMEF Ernesto Dorneles           | Distrito Veado Pardo      | Ensino Fundamental |

Até 2024, a rede pública municipal ainda contava com a EMEF Frei Benjamin, localizada no Distrito de Laranjeira, meio rural. O centro de ensino, contudo, foi fechado pela administração municipal.
| Nº | Nome                                                                | Núcleo habitacional   | Grau de Ensino                                   |
| -- | ------------------------------------------------------------------- | --------------------- | ------------------------------------------------ |
| 1  | Escola Estadual de Ensino Fundamental (EEEF) Herzelino David Bordin | Bairro Constante Fuga | Ensino Fundamental                               |
| 2  | Escola Estadual de Ensino Fundamental (EEEF) Charruas               | Bairro Centro         | Ensino Fundamental                               |
| 3  | Escola Estadual de Ensino Médio (EEEM) Anchieta                     | Bairro Progresso      | Ensino Fundamental; Ensino Médio                 |
| 4  | Instituto Estadual Santo Tomás de Aquino (IESTA)                    | Bairro Centro         | Ensino Fundamental; Ensino Médio; Ensino Técnico |

| Nº | Nome                                                   | Núcleo habitacional         | Grau de Ensino                                               |
| -- | ------------------------------------------------------ | --------------------------- | ------------------------------------------------------------ |
| 1  | Colégio Gabriel Taborin                                | Bairro Jardim das Palmeiras | Anos Iniciais; Ensino Fundamental; Ensino Médio              |
| 2  | Colégio Franciscano Cristo Rei                         | Bairro Bosque               | Anos Iniciais; Ensino Fundamental; Ensino Médio              |
| 3  | Faculdade da Associação Brasiliense de Educação (FABE) | Bairro Jardim das Palmeiras | Ensino Técnico; Ensino Superior; Pós-Graduação               |
| 4  | Centro de Ensino Superior Riograndense (CESURG)        | Bairro São Cristóvão        | Ensino Médio; Ensino Técnico; Ensino Superior; Pós-Graduação |

## Saúde
A cidade conta com dois hospitais, o Hospital Cristo Redentor e o Hospital São Lucas. Estão disponíveis à população várias postos do Estratégia de Saúde da Família (ESF), compostas, tradicionalmente, por equipes de enfermagem, odontologia e psicologia. As unidades Santa Rita e São José Operário contam com núcleos de residência multiprofissional ligados à Universidade Federal da Fronteira Sul (UFFS).
Em casos mais complexos, a comunidade conta com o Pronto Atendimento 24 Horas e o Serviço de Atendimento Móvel de Urgência (SAMU), anexo ao HCR, além de entidades conveniadas ao SUS e outros convênios. Marau conta ainda com um Centro de Diagnóstico anexo ao Hospital São Lucas.

## Turismo

### Rota das Salamarias
A Rota das Salamarias é um mundo de autenticidade, refletindo no cotidiano a herança cultural dos antepassados que construíram essa terra, hábitos e estilo de vida preservados do nosso povo. Na Rota das Salamarias, você pode percorrer trilhas ecológicas, saborear a cachaça produzida em alambique artesanal, apreciar as vinícolas, com degustação e varejos de produtos coloniais, ouvir o grito do quero-quero, provar o amargo do mate, tomar banho de cachoeira, tirar água de poço, andar de carretão, ver o artesanato em madeira, em palha de milho e trigo, além de saborear a culinária legada dos colonizadores desta terra.
Encontramos ainda nosso produto mais nobre, o salame, ícone da história e do desenvolvimento do município de Marau.

### Associação da Rota das Salamarias
Da união de vários proprietários rurais e empreendedores em turismo que passaram a discutir a implantação e a organização do turismo rural nas comunidades rurais de Nossa Senhora do Carmo, São Luiz da Mortandade e Taquari, nasceu, em junho de 2008, a Associação Rota das Salamarias.
A Associação foi fundada com objetivo de desenvolver, estruturar, organizar e divulgar o turismo rural. Sem fins lucrativos, a entidade não possui qualquer cunho partidário, social ou religioso.
Anualmente acontece o Festival Nacional do Salame, evento que reúne a gastronomia da Rota das Salamarias e de outras partes do Estado.